# Biskötarna
Biskötarna är en roman av den svenske författaren och dramatikern Lars Norén, utgiven 1970 på Albert Bonniers Förlag. Boken fick en uppföljare i 1972 års I den underjordiska himlen.
Romanen inleds med raderna "Det började som en helt normal fredag med en kopp kaffe och en helflaska Johnnie Walker" och skildrar en man vars liv är allt annat än hälsosamt. Boken följer honom under några veckor sommaren 1969 i Stockholm när han rör sig i stadens undre värld bland narkomaner, kriminella och prostituerade.
Boken var starkt realistiskt skriven och bröt i och med detta med Noréns tidigare produktion som varit mer surrealistisk. Biskötarna är en av titlarna i boken Tusen svenska klassiker (2009).

## Utgåvor
- Norén, Lars (1970). Biskötarna. Stockholm: Bonnier. Libris 881539
- Norén, Lars (1973) (på tyska). Die Bienenväter.. Suhrkamp Taschenbuch. 117. Frankfurt am Main. Libris 5339390. ISBN 3-518-06617-X
- Norén, Lars. (2006). Biskötarna. Enskede: TPB. Libris 12623245